# 刘王立明
刘王立明（1896年—1970年4月15日），原名王立明，女，安徽省太湖县人，中国近代妇女活动家。沪江大学校长刘湛恩之妻。

## 生平
刘王立明早曾就读于儒励书院，期间加入世界妇女节制会。1916年前往美国西北大学留学，获生物学硕士学位。回国后出任中华妇女节制会总干事、会长。1923年与刘湛恩成婚。1924年参加妇女界国民会议促成会。抗日战争期间，率中华妇女节制会会员参加何香凝领导的中国妇女抗敌后援会，并任农村妇女组委会主委。后又参加许广平领导的上海妇女界难民救济会。
1938年刘湛恩遇刺身亡后，她在自己姓名前冠以夫姓“刘”，以示哀悼与纪念。同年起任国民参政会参政员。1944年加入中国民主同盟并任中央委员，此外还与李德全、史良、刘清扬等一同组织成立中国妇女联谊会。后前往香港，任民盟临时总部财务委员会主委。
中华人民共和国成立后，担任过政务院政治法律委员会委员、全国妇联常委、全国政协常委等职。1956年当选世界妇女节制会副主席。1957年被划为“右派”，之前曾经与著名右派罗隆基相恋。“文化大革命”期间受到迫害，于1970年逝世。